# La casa nella palude
La casa nella palude (A House on the Bayou) è un film televisivo del 2021 scritto e diretto da Alex McAulay. È interpretato da Angela Sarafyan, Paul Schneider, Lia McHugh e Jacob Lofland.
Il film è stato trasmesso il 19 novembre 2021 su Epix.

## Trama
Nel tentativo di ricongiungersi come famiglia, una coppia problematica e la loro figlia adolescente vanno in vacanza in una casa isolata nella baia della Louisiana. Quando arrivano dei visitatori inaspettati, la loro facciata di famiglia unita inizia a sgretolarsi e vengono alla luce terrificanti segreti.

## Produzione
Nel marzo 2021 è stato annunciato che Alex McAulay avrebbe scritto e diretto un film televisivo thriller horror intitolato originariamente A House on the Bayou. 
Il film è il primo di otto film che la Blumhouse Television svilupperà e produrrà esclusivamente per la rete via cavo Epix. L'uscita era prevista per dicembre 2021. Il 29 marzo 2021 è stato annunciato che Lia McHugh si era unita al cast del film. Paul Schneider, Angela Sarafyan, Jacob Lofland, Doug Van Liew e Lauren Richards sono stati scritturati ad aprile.
Le riprese principali si sono svolte dal 22 marzo al 19 aprile 2021 a New Orleans.

## Distribuzione
Il film è stato distribuito il 19 novembre 2021 da Epix.